# لونا 27
لونا 27 هي مهمة مخططة مشتركة بين وكالة الفضاء الاتحادية الروسية ووكالة الفضاء الأوروبية لإرسال مركبة إنزال إلى حوض أيتكين في الجانب البعيد من القمر.